# 法戈 (韦斯卡省)
法戈，是西班牙阿拉贡自治区韦斯卡省的一个市镇。总面积29平方公里，总人口37人（2001年），人口密度1人/平方公里。